# حصار جيان (1230)
حصار جيان (بالإسبانية: Asedio de Jaén)‏، حدث هذا الحصار كجزء من الحملة الأولى لفرديناند الثالث ملك قشتالة والتي وقعت تقريبا بين عامي 1224م - 1230م.